# ウエザーマン

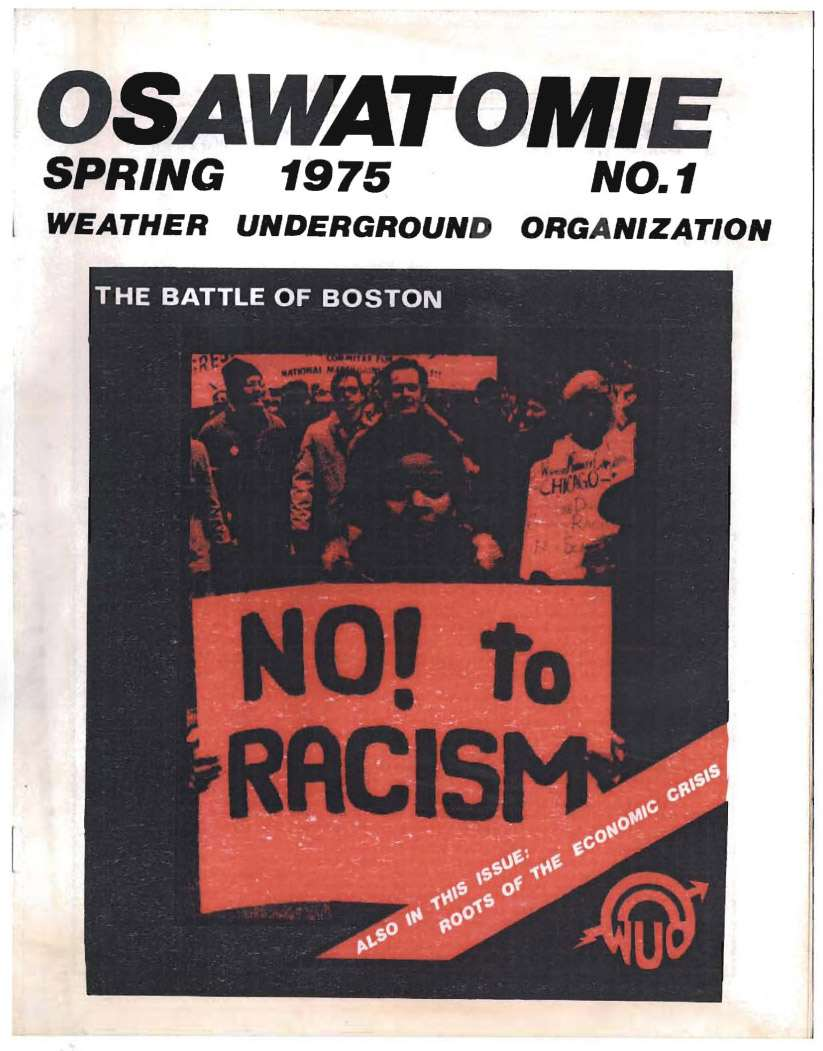

ウエザーマン (英: Weatherman) は、1970年代に活動したアメリカ合衆国の極左テロ組織である。

## 概要
組織名はボブ・ディランの曲「サブタレニアン・ホームシック・ブルース」の若者文化のスローガンとなった一節「You don't need a weather man to know which way the wind blows（風向きを知るのに予報官は要らない）」から付けられた。メンバーは裕福な家庭出身の数十人の学生で現在では社会復帰している。
アメリカ最大だった反体制組織SDS（民主的社会を求める学生）を飛び出した極左学生グループによって結成され、1969年にテロ活動を開始。1970年に堂々とテロを行うと公表し国会議事堂、刑務所、マスコミ、大企業などといった体制側に爆弾を仕掛け数多くの爆破事件を引き起こした。1975年のベトナム戦争終結時に組織が崩壊。メンバーは他の組織に移るか自ら逮捕された。

## 歴史
1969年にミシガン大学において、SDS内部の組織｢en:Revolutionary Youth Movement」（革命的青年運動）を脱退した毛沢東主義者によって結成された。
当時アメリカでは、ベトナム戦争に対する反対運動や公民権運動が激化しており、諸外国でも中華人民共和国では文化大革命が、フランスでは五月革命、アンゴラやギニアビサウなどアフリカのポルトガル領植民地ではゲリラ戦争が発生し、世界革命の開始が近いと判断したウエザーマンは、ニューヨークやワシントンD.C.などの大都市で都市ゲリラによる革命戦争の開始を決意した。
1970年代前期から中期にかけてアメリカ各地で政府機関や警察、軍に対し爆弾テロを行なったが、連邦捜査局 (FBI) の対敵情報計画 (COINTELPRO) による徹底的な取締りが功を奏し、1977年に解散した。
現在、多くの元党員が社会復帰し、大学教授、法律家、ソーシャルワーカーなどとして活動しており、多くが回想録を出版している。

## ウエザーマンによる攻撃
1969年10月8日、287名の党員がボビー・シールやアビー・ホフマンら、アメリカ政府によって逮捕された7人の革命家（通称：シカゴ・セブン）の釈放を要求してシカゴでデモ行進し、4日間にわたって警官隊と市街戦を行った。この4日間は、｢憤怒の日々」 (Days of Rage) と呼ばれている。なお、この前日にはシカゴ市内にある警官の像が爆破されており、暴動の｢キックオフ｣になったと考えられている。
12月6日、シカゴ市内に駐車してあった数台のパトカーを党員が爆破した。これは、12月4日にブラックパンサー党員のフレッド・ハンプトンとマーク・クラークが就寝中に警官に射殺されたことへの報復であった。
1970年2月13日、カリフォルニア州バークリーの警察署で、駐車されていた車両を爆破した。2月16日にはサンフランシスコ市内の公園にある交番で爆弾が爆発し、警官1人が死んだ。また、3月6日にはデトロイト市警第13分署で、党員が仕掛けた37本のダイナマイトが発見された。
5月10日、ワシントンD.C.にある州兵協会の建物が爆破された。これは、オハイオ州ケント州立大学でベトナム反戦デモをしていた学生に州兵が発砲し、4人が死んだことへの報復であった。7月27日、カリフォルニア州のサンフランシスコ・プレシディオで爆発があったが、これはキューバ革命11周年の｢記念行事｣だとされている。
10月8日、マリン郡のサンラファエル地方裁判所を爆破した。これは8月7日、ブラックパンサー党員ジョージ・ジャクソンの死刑判決に抗議して同裁判所に立てこもったジョナサン・ジャクソンらの殺害に対する報復であった。
1971年3月1日、アメリカのラオスに対する侵略に抗議してアメリカ合衆国議会議事堂で爆弾を爆発させた。同年8月29日にはジョージ・ジャクソンの処刑に抗議してカリフォルニア州の刑務局を爆破し、9月17日にはニューヨーク州オールバニの州矯正局をアッティカ刑務所で起きた暴動に対する武力鎮圧に抗議する目的で爆破した。
1972年5月19日、北爆の再開に抗議してペンタゴンの空軍担当区域の女性用バスルームで爆弾を爆発させた。この日はホー・チ・ミンの誕生日だった。
1973年5月18日、警官による当時10歳の黒人少年クリフォード・グルーバーの殺害に抗議してニューヨーク市警察第103分署庁舎を爆破した。同年9月28日、同月発生したチリ・クーデターに対する関与に抗議してニューヨークとローマの国際電話電信会社 (ITT) 本社を、翌1974年9月11日（チリ・クーデター1周年の日）には同じ目的でアナコンダ社を爆破した。
1975年6月11日、ニューヨークでプエルトリコ系のポンセ銀行を爆破した。ウエザーマン側は、プエルトリコでストライキ中だったセメント労働者への連帯の意思表示だとしている。